# L'Héritière (telenovela, 2022)
Pour les articles homonymes, voir L'Héritière.
L'Héritière (La herencia) est une telenovela mexicaine produite par Televisa et diffusée entre le 28 mars 2022 et le 15 juillet 2022 sur Las Estrellas,.
En France, elle est diffusée entre le 23 août 2023 et le 12 décembre 2023 et rediffusée entre le 7 juin 2025 et le 13 septembre 2025 sur Novelas TV.

## Synopsis
L’histoire se déroule dans une ferme d’avocats appelée « Santa Catalina », où vivent Severiano del Monte et Catalina Arango, la femme de Severiano, et leurs cinq fils adoptifs. Catalina n’a jamais pu tomber enceinte, mais Severiano a toujours voulu avoir des descendants masculins et a donc opté pour l’adoption. Severiano décède, et la vie de ses fils change le jour de la lecture du testament, avec l’apparition inattendue de Sara, leur sœur, dont ils ignoraient l’existence. Sara est la fille de Deborah Portillo, l’ancienne amante de Severiano. En tant que seule enfant biologique de Severiano, Sara est prête à accepter l’héritage. Tout se complique car le testament comporte une clause de condition suspensive qui oblige les six frères et sœurs à vivre un an dans la ferme afin de ne pas perdre leur droit à l’héritage.

## Fiche technique
- Titre original : La herencia
- Titre français : L'Héritière
- Création : Pablo Ferrer García-Travesí et Santiago Pineda d'après Los herederos Del Monte
- Réalisation : Sandra Schiffner et Aurelio Ávila
- Scénario : Gina Pedret
  - Développement : Jaime Sierra, Helena Aguilera et Hugo Moreno Cano
- Musique : Miguel Mendoza, Álvaro Trespalacios et Berenice González
- Production : Ignacio Ortiz Castillo 
  - Production exécutive : Juan Osorio et Roy Nelson Rojas
- Société de production : Televisa
- Société de distribution : Televisa Internacional

- Pays :  Mexique
- Langue : espagnol
- Format : Couleur - HDTV 1080i - 16/9 - Son stéréophonique
- Genre : telenovela
- Durée : 60 minutes
- Dates de première diffusion :
  - Mexique : 28 mars 2022 sur Las Estrellas
  - France : 23 août 2023 sur Novelas TV

## Distribution
- Michelle Renaud : Sara Portillo
- Matías Novoa : Juan del Monte
- Emmanuel Palomares : Simón del Monte Arango
- Mauricio Henao : Mateo del Monte Arango
- Daniel Elbittar : Pedro del Monte Arango
- Juan Pablo Gil : Lucas del Monte Arango
- Elizabeth Álvarez : Déborah Portillo Peralta
- Tiaré Scanda : Rosa Gutiérrez de Millán
- Paulina Matos : Julieta Millán Gutiérrez
- Julián Gil : Próspero Millán Rico
- Juan Carlos Barreto : Modesto Pérez
- Diego de Erice : Cornelio Pérez
- Amaranta Ruiz : Adela Cruz
- Verónica Jaspeado : Bertha
- Gloria Aura : Beatriz Hernández de Pérez
- Mildred Feuchter : Paloma Pérez
- Nicole Curiel : Jessica Millán Gutiérrez
- Esmeralda Gómez : Alondra Millán Gutiérrez
- Christian Ramos : Brayan Cruz
- André de Regíl : Brandon Cruz
- Farah Justiniani : Dulce
- Andrés Ruanova : Tadeo Pérez Hernández
- Sergio Basáñez : Dante
- Roberto Blandón : Salvador «Chavita» Pérez
- Rafael Inclán : Agustín Cruz
- Anna Ciocchetti : Catalina Arango del Monte
- Leonardo Daniel : Severiano del Monte

## Production

### Développement
Le 26 novembre 2021, la telenovela a été annoncée dans le cadre des nouveautés de la fiction pour Televisa.
Le tournage de la télénovela a commencé le 6 novembre 2021,.

### Distribution des rôles
Le 24 novembre 2021, Juan Osorio a annoncé que l'actrice Michelle Renaud sera la protagoniste du feuilleton,.
Après le début du tournage de la production, le premier groupe d'acteurs confirmés a été dévoilé, dont Matías Novoa avec le premier rôle masculin, ainsi qu'Elizabeth Álvarez, Sergio Basáñez, Tiaré Scanda, Leonardo Daniel, Anna Ciocchetti, Christian Ramos, Gloria Aura et Diego de Erice.
Le 3 janvier 2022, Julián Gil rejoindrait le tournage de la telenovela.  
Le 6 janvier 2022, il a été annoncé que Daniel Elbittar était annoncée comme l'un des frères Del Monte.
Le 23 février 2022, il a été annoncé que Emmanuel Palomares , Mauricio Henao et Juan Pablo Gil comme les trois derniers frères Del Monte.

## Version française
La version française est assurée par Hiventy North Africa au Maroc.

## Autres versions
- Hijos Del Monte (Televisión Nacional de Chile, 2008-2009)
- Los herederos Del Monte (Telemundo, 2011)
- Belmonte (TVI (Portugal), 2013-2014)

## Diffusion
- Las Estrellas (2022)
- Univision (2022)
- Novelas TV (2023) et (2025)
- Antenne Réunion (2024)